# سام ماك
سام ماك (بالإنجليزية: Sam Mack)‏ مواليد 26 مايو 1970 في شيكاغو، هو لاعب كرة سلة أمريكي معتزل. بدأ مسيرته الاحترافية في سنة 1992. يبلغ طوله 6 قدم 7 بوصة (2.0 م). اعتزل اللعب في 2013.

## المسيرة الاحترافية
لعب مع سان أنطونيو سبرز في موسم 1992–1993، ثم لعب مع هيوستن روكتس من سنة 1995 إلى 1997، ثم لعب مع فانكوفر جريزليز من سنة 1997 إلى 1999، ثم لعب مع هيوستن روكتس في سنة 1999.

## روابط خارجية
- سام ماك على موقع إن بي أي (الإنجليزية)
- سام ماك على موقع سبورتس رفرنس (الإنجليزية)
- سام ماك على موقع كرة السلة الأوروبية.كوم (الإنجليزية)
- سام ماك على موقع كلية كرة السلة في سبورتس رفرنس.كوم (الإنجليزية)
- سام ماك على موقع ريلجم (الإنجليزية)
- سام ماك على موقع بروبوليرز (الإنجليزية)